# Shapley-Ames-Katalog
Der Shapley-Ames-Katalog ist ein 1932 veröffentlichter Galaxienkatalog mit 1249 Objekten heller als 13,2te Größenklasse.
Er wurde von Harlow Shapley und Adelaide Ames auf der Basis des New General Catalogue und des Index-Katalogs zusammengestellt. Mit Hilfe neuer photographischer Aufnahmen, die auch Vergleichssterne bekannter Helligkeit enthielten, wurden die Helligkeiten vieler Galaxien gemessen, und nur Galaxien bis zur Größenklasse 13,2 in den Katalog aufgenommen. Er war die erste Zusammenstellung heller Galaxien die bis zu einer bestimmten Grenzhelligkeit für den Nord- und Südhimmel annähernd vollständig war und bildete die Basis vieler Untersuchungen von Galaxien. Der Katalog enthält Position, Helligkeit, Ausdehnung und Hubble-Klassifikation der enthaltenen Galaxien.
1981 veröffentlichten Allan Sandage und Gustav Tammann eine aktualisierte Version, den Revised Shapley-Ames Catalog (RSA). Die ursprüngliche Galaxienliste wurde beibehalten, mit der Ausnahme von drei Objekten die nicht Galaxien sind. Die Information zu den 1246 einzelnen Galaxien wurden aktualisiert und wesentlich erweitert.

## Weblink
- Revised Shapley-Ames Catalog